# Ignacio Sanz
Ignacio Sanz Martín (Lastras de Cuéllar, provincia de Segovia, 1953) es un ceramista, escritor, novelista, etnógrafo, conservador y difusor español de la tradición oral.

## Trayectoria
Licenciado en Sociología por la Universidad Complutense de Madrid, es autor de una amplia obra literaria que abarca novela, relatos, literatura infantil y juvenil, viajes, etnografía y biografía. Durante años combinó su trabajo de ceramista con la escritura. Desde el año 2005, se dedica íntegramente a escribir y a tareas de animación sociocultural. Desde 1983 hasta 2012 fue coordinador de La Tertulia de los Martes, un foro literario que, bajo el patrocinio de Caja Segovia, invitó a los más destacados novelistas, dramaturgos, cineastas y poetas españoles e hispanoamericanos. Fue el director literario del foro “Literatura y compromiso” celebrado en 1993, en Mollina (Málaga), en el que participaron noventa escritores jóvenes de España y Latinoamérica y en el que intervinieron grandes maestros de la literatura internacional como Saramago, Juan Goytisolo, Jorge Amado, Mario Benedetti, Wole Soyinka, Juan José Arreola o Ana María Matute. Ha dirigido talleres de lectura y de escritura.
En 2021 escribió la biografía de su amigo, ya fallecido, el escritor soriano Avelino Hernández, titulada Vida de san Avelindo (La Discreta, 2021).
Crítico literario en La tormenta en un vaso, es el autor de la estatuilla que se entregaba anualmente a los distintos ganadores y ganadoras del premio Tormenta en un vaso.

## Obras

### Viajes
- Castilla a pie (Ediciones de la Torre. Madrid, 1979)
- Crónicas del poniente castellano (con Avelino Hernández y Miguel Manzano Alonso. Ámbito ediciones. Valladolid, 1985)
- Hoces del Duratón (Edelvives, Zaragoza, 1988. Última edición en Edilesa. León, 2001)
- Viaje al Señorío de Molina (Tierra de Fuego ediciones. Madrid, 1992)
- Tierra de pinares (Honorse Tierra de pinares. Cuéllar, 2006)
- Viaje por el río Queiles (Veoveo ediciones. Segovia, 2014)

### Narrativa
- Noche de enigmas, novela (9.ª edición. Edelvives, Zaragoza, 1990)
- Un trabajo de campo, relatos (Ediciones libertarias, Madrid, 1990)
- Historias de cochinos, relatos (3.ª edición. Edelvives. Zaragoza, 1996)
- El año del petróleo, novela (Mondadori, Barcelona, 1997)
- El oro de la infancia y otros tesoros, relatos (Del Oeste Ediciones. Badajoz, 1997)
- Foto movida de un gato, novela (Alba Editorial. Barcelona, 1998)
- Un lugar de paso, novela (Huerga y Fierro editores. Madrid, 2000)
- La casa del poeta, novela (Algaida ediciones. Sevilla, 2002)
- La música del bosque, novela (Del Taller de Mario Muschnik. Madrid, 2002)
- La calle Real, relatos (Caja Segovia. Segovia, 2004)
- Tantas cochinadas, relatos (Ediciones Carena. Barcelona, 2005)
- Las cenas contadas, novela (Palabras del candil. Guadalajara, 2007)
- Mascarones de proa, relatos (Multiversa. Valladolid, 2008)
- Romances en rama, romances (Palabras del Candil. Guadalajara, 2009)
- El lector engatusado, relatos (Palabras del Candil. Guadalajara, 2009)
- Una tierra mansa, relatos (Isla del Náufrago. Segovia, 2010)
- El cambio climáxtico, (Sloper. Mallorca, 2012)
- La viudas tenaces, (Rilke ediciones. Madrid, 2013)
- Todos queremos beber cerveza y otras historias felices, (Ediciones cerveceras. Segovia, 2015)
- Retrato de un ciempiés, (Veoveo Ediciones. Sepúlveda, Segovia, 2017)
- La sombra del pantano (Isla del Náufrago. Segovia, 2018)
- Voces remotas (Ediciones Valnera, 2020)
- Coser y contar (Castilla Ediciones. Valladolid, 2021)
- Últimos Robinsones (Ediciones Valnera. Cantabria, 2023)
- Eva, la biblioteca (Pregunta Ediciones. Zaragoza, 2024)
- Memoria de Lastras (Enrique del Barrio. Segovia, 2025)

### Biografía
- Vida de san Avelindo (La Discreta, 2021). Biografía del escritor Avelino Hernández.[3]

### Infantil y juvenil
- Zaragüel, presentación de Avelino Hernández, Cambrils: Trujal, 1991.
- ¡Que vienen, que vienen!, Barcelona: El Arca (Mondadori), 1996
- Mi abuelo el pirata, novela (Edebé. Barcelona, 1996)
- El humo de los trenes, cuento (Ediciones Sarriá. Málaga, 1999)
- Uno de los nuestros, novela (Alba editorial. Barcelona, 1999. Última edición en Ediciones Progreso. México, 2005)
- Madera de ángel, novela (S.M. Madrid. 2002)
- Claudia y el toro, álbum ilustrado (Kalandraka. Pontevedra, 2003)
- El domador de palabras, novela (S.M. Madrid, 2005, 2.ª edición)
- Hambre de lobo, álbum ilustrado (Edebé. Barcelona, 2006)
- Titirimundi, cuento (Macmillan. Madrid, 2008)
- El bosque encantado, álbum ilustrado (Macmillan. Madrid, 2008)
- El pinsapo de la plaza, novela (Edelvives. Zaragoza, 2008)
- En la barca de Noe, recopilación de folklore infantil (Con Claudia de Santos. Hiperión ediciones. Madrid, 2009)
- Una vaca, dos niños y trescientos ruiseñores, novela (Edelvives. Madrid, 2010)
- Picasso me pica, Colección Ajonjolí, poesía (Hiperión Ediciones. Madrid, 2010)
- Del amor. De la A a la Z, poemas (Everest. León, 2011)
- Titirilibro. A los tíeteres vamos, libro-disco (Con música de El Nuevo Mester de Juglaría y fotos de Pelu Vidal. Kalandraka. Pontevedra, 2011)
- Ladrón de caballos, novela (Macmillan. Madrid, 2011)
- Cómo como, poesía (Ala delta, Edelvives. Zaragoza, 2011)
- 25 Retahílas para echar a suertes, recopilación de folklore infantil (Librería Diagonal. Segovia, 2011)
- Un ángel travieso, (Narval editores. Madrid, 2012)
- El hombre que abrazaba a los árboles (Edelvives. Zaragoza, 2013)
- La casa del ciempiés (Narval. Madrid, 2013)
- Tesoros de Segovia (Ediciones Derviche. Segovia, 2014)
- Luces de tormenta (Alandar, Edelvives. Zaragoza, 2015)
- Historia de una sardina (Eolas Ediciones, León, 2016)
- El diente de oro de la abuela Vladimira (Ala delta, Edelvives. Zaragoza, 2018)
- Mi vecino Paco (Cuentos de luz. Pozuelo de Alarcón, 2020)
- Abril con Esteban Vicente (Museo de Arte Contemporáneo Esteban Vicente. Segovia, 2021)
- La mano que tengo (Narval editores. Madrid, 2022)
- Yo tenía 10 perritos (Edelvives. Zaragoza, 2024)

### Etnografía
- Guía de alfares de Castilla y León, (Ediciones de la Torre. Madrid, 1981)
- Juegos populares de Castilla y León, (Castilla ediciones. Valladolid, 1983, 3.ª edición)
- Guía de artesanía de Castilla y León, (9 tomos. Dirección de la obra. Junta de Castilla y León. Valladolid, 1991)
- El vino en la cultura popular. Brindis de vino, (Castilla ediciones. 1997)
- El martinete de Navafría, (Segovia Sur. Segovia, 2000)
- Etnografía segoviana, (Segovia Sur. Segovia, 2000)
- El Vino. Cultura y tradición oral, (Castilla Tradicional. Urueña, 2009)
- El Judión de la Granja, (Enrique del Barrio. Segovia, 2023)
- El Torrezno de Soria, libro-disco con música de Jesús Ronda y Jaime Lafuente (Enrique del Barrio. Segovia, 2024)

### Poesía
- Castilla, flagelada y muda, prólogo de Andrés Sorel (Ediciones de la Torre, 1978)

### Teatro
- Chico busca chica, (puesta en escena por ¡Por eso... teatro!; Dirección de María Curros. 2022)

### Música
- Autor de las letras del disco del Nuevo Mester de Juglaría A Ti, Querido Cochino. (Pistas de 1 a la 11; Universal, 2006)

## Obras colectivas

### Antologías
- Cuentos pendientes, cuarenta y tres voces del cuento castellano y leonés del siglo XXI. Selección y prólogo de José Ignacio García García. Castilla Ediciones, 2021.[4]

## Premios y distinciones
Ha conseguido varios premios de relato. Con su novela La música del bosque quedó finalista del premio Torrente Ballester de narrativa del 2001. Con el libro Una vaca, dos niños, trescientos ruiseñores obtuvo el premio Ala Delta de Literatura Infantil 2010, premio que volvió a ganar en 2013 con la novela El hombre que abrazaba a los árboles. Con la obra Picasso me pica le fue concedido el premio El Príncipe Preguntón de poesía infantil de la Diputación de Granada.
En agosto del 2017 el pleno del Ayuntamiento de Lastras de Cuéllar acordó ponerle su nombre una plaza del pueblo.

## Narrador oral y alfarero
Como narrador oral ha sido invitado a los más importantes festivales que se celebran en España. Recorre de manera habitual colegios, institutos, bibliotecas y centros culturales para incentivar a los jóvenes a la lectura. Dirige el Festival de Narradores Orales de Segovia y El Espinar. Asimismo, siguiendo la tradición alfarera de Lastras, ha dado continuidad creadora a esta artesanía en el ámbito segoviano.